# Chris Wanstrath

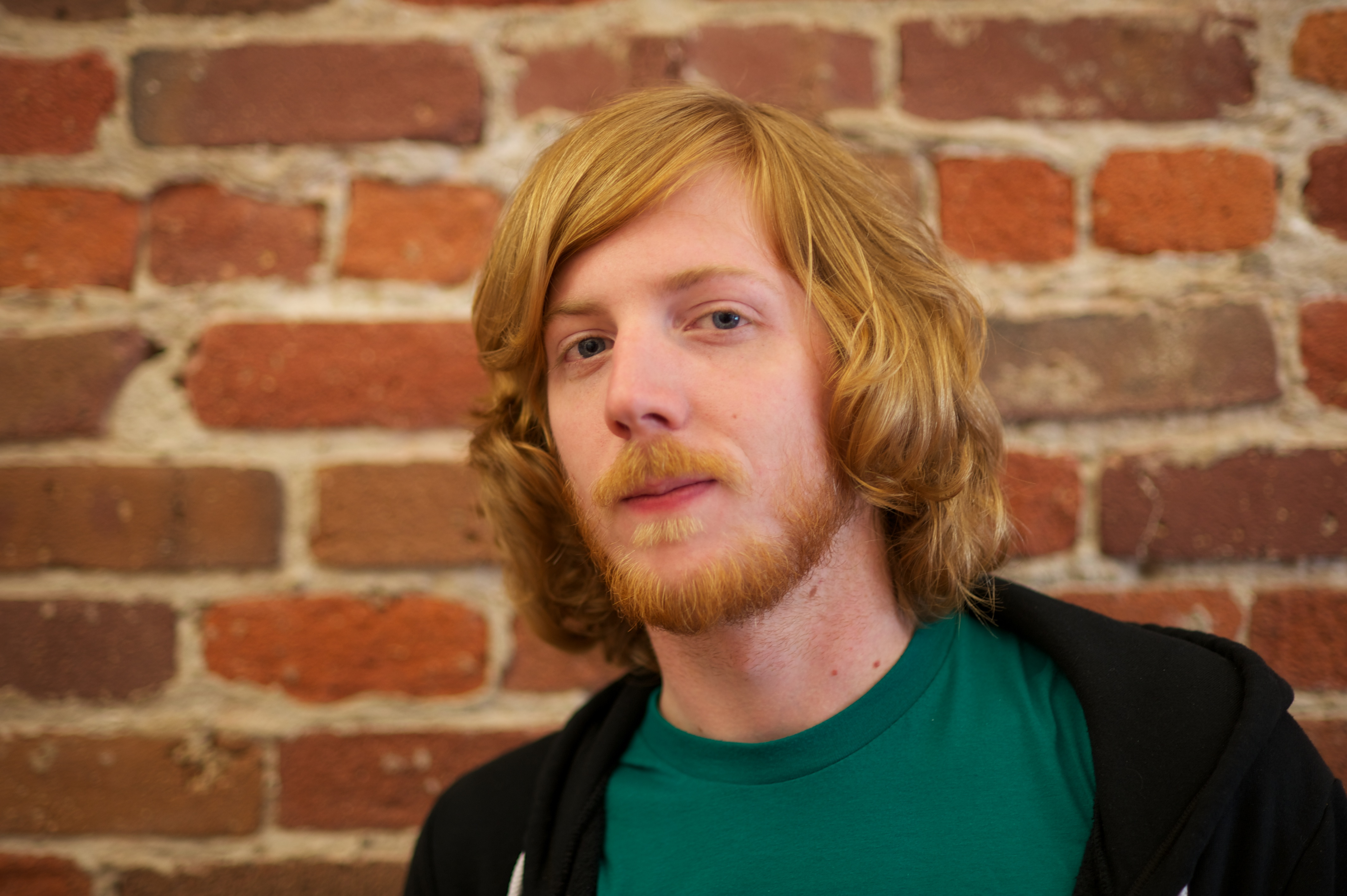
Chris Wanstrath (2010)

Chris Wanstrath (* 13. März 1985) ist ein US-amerikanischer Unternehmer. Er ist Mitbegründer und ehemaliger CEO von GitHub. Sein Nettovermögen wird auf 1,8 bis 2,2 Milliarden Dollar geschätzt und er ist in Amerikas reichsten Unternehmern unter 40 gelistet.

## Leben
Wanstrath stammt aus Cincinnati (Ohio, USA) und besuchte kurz die University of Cincinnati. Bevor er GitHub gründete, arbeitete er mit dem Medienunternehmen CNET an der Computerspiel-Website GameSpot. Er war Redner auf dem Open-Source-Gipfel der NASA. Er wurde in der Disruptor 50 Liste von CNBC genannt.

## Karriere

### GitHub
Wanstrath gründete GitHub zusammen mit Tom Preston-Werner im Jahr 2008. GitHub ist ein Onlinedienst zur Softwareentwicklung und Versionsverwaltung für Softwareprojekte. Bis Oktober 2018 war er als CEO des Unternehmens tätig. Nachdem er Anfang 2017 die Suche nach einem eigenen Nachfolger abgeschlossen hatte, trat er als CEO zurück. Im Juni 2018 wurde GitHub von Microsoft übernommen.

### Null Games
Im Februar 2023 hat Wanstrath Null Games, einen Publisher für Indie-Spiele, gegründet. Null Games hilft Entwicklern von Computerspielen bei Marketing, Entwicklungskosten, Portierung und Veröffentlichung.

### Ladybird
Am 1. Juli 2024 wurde bekanntgegeben, dass Wanstrath eine gemeinnützige Organisation zur Entwicklung des freien Webbrowsers Ladybird mitgegründet hat und eine Million US-Dollar an die Organisation spendet.